# RAM 03
RAM 03  byl vůz formule 1 týmu Skoal Bandit Formula 1 Team, který se účastnil mistrovství světa v roce 1985.

## RAM
- Model: RAM 03
- Rok výroby: 1985
- Země původu: Velká Británie
- Konstruktér: Gustav Brunner Sergio Rinland
- Debut v F1: Grand Prix Brazílie 1985

## Popis
Tým si najal Gustava Brunera, aby navrhl vůz pro rok 1985, hlavním sponzorem zůstal Skoal Gangster. Jako jezdci byli povoláni Philippe Alliot a Manfred Winkelhock. Winkelhock se těžce zranil při závodech sportovních vozů a svým zraněním podlehl v týmu ho nahradil Kenny Acheson. Vůz byl ale hodně nespolehlivý a ke konci sezóny odešel i sponzor Skoal, pro nedostatek peněz se tým neúčastní i posledních dvou Grand Prix. Pokusi o udržení týmu přes zimu do další sezóny selhaly a tak se tým rozhodl věnovat se nově vzniklému šampionátu F 3000, kde RAM 03 byl vcelku úspěšný.

## Technická data
- Motor: Hart 415T
  - L4
  - Objem: 1495 cc
  - Vstřikování Marelli
  - Palivový systém Hart/ERA f.i.
  - Palivo Shell
  - Výkon: 750 kW/10 500 otáček
  - Převodovka: RAM/Hewland 6stupňová.
  - Pneumatiky: Pirelli
  - Hmotnost 550 kg

## Piloti
- Kenny Acheson
- Philippe Alliot
- Manfred Winkelhock

## Kompletní výsledky ve formuli 1
| Legenda k tabulce | Legenda k tabulce                                                                       |
| Barva             | Výsledek                                                                                |
| ----------------- | --------------------------------------------------------------------------------------- |
| Zlatá             | Vítěz                                                                                   |
| Stříbrná          | 2. místo                                                                                |
| Bronzová          | 3. místo                                                                                |
| Zelená            | Bodované umístění                                                                       |
| Modrá             | Nebodované umístění                                                                     |
| Modrá             | Dokončil neklasifikován (NC)                                                            |
| Fialová           | Odstoupil (Ret)                                                                         |
| Červená           | Nekvalifikoval se (DNQ)                                                                 |
| Červená           | Nepředkvalifikoval se (DNPQ)                                                            |
| Černá             | Diskvalifikován (DSQ)                                                                   |
| Bílá              | Nestartoval (DNS)                                                                       |
| Bílá              | Závod zrušen (C)                                                                        |
| Světle modrá      | Pouze trénoval (PO)                                                                     |
| Světle modrá      | Páteční testovací jezdec (TD)                                                           |
| Bez barvy         | Netrénoval (DNP)                                                                        |
| Bez barvy         | Vyřazen (EX)                                                                            |
| Bez barvy         | Nepřijel (DNA)                                                                          |
| Bez barvy         | Odvolal účast (WD)                                                                      |
| Bez barvy         | Nezúčastnil se (prázdné)                                                                |
| Označení          | Význam                                                                                  |
| Tučnost           | Pole position                                                                           |
| Kurzíva           | Nejrychlejší kolo                                                                       |
| †                 | Jezdec nedojel do cíle, ale byl klasifikován, protože odjel více než 90 % délky závodu. |
| ‡                 | Byl udělován poloviční počet bodů, protože bylo odjeto méně než 75 % délky závodu.      |
| Horní index       | Umístění bodujících jezdců ve sprintu                                                   |

| Rok  | Šasi   | Motor             | Pneu | Jezdci             | 1   | 2   | 3   | 4   | 5   | 6   | 7   | 8   | 9   | 10  | 11  | 12  | 13  | 14  | 15  | 16  | Body | Umístění |
| ---- | ------ | ----------------- | ---- | ------------------ | --- | --- | --- | --- | --- | --- | --- | --- | --- | --- | --- | --- | --- | --- | --- | --- | ---- | -------- |
| 1985 | RAM 03 | Hart 415T 1.5 L4T | P    |                    | BRA | POR | SMA | MON | KAN | USA | FRA | GB  | NĚM | RAK | HOL | ITA | BEL | EUR | JAR | AUS | 0    | 0        |
| 1985 | RAM 03 | Hart 415T 1.5 L4T | P    | Manfred Winkelhock | 13  | Nc  | Ret | DNQ | Ret | Ret | 12  | Ret | Ret |     |     |     |     |     |     |     | 0    | 0        |
| 1985 | RAM 03 | Hart 415T 1.5 L4T | P    | Philippe Alliot    | 9   | Ret | Ret | DNQ | Ret | Ret | Ret | Ret | Ret | Ret | Ret | Ret | Ret | Ret |     |     | 0    | 0        |
| 1985 | RAM 03 | Hart 415T 1.5 L4T | P    | Kenny Acheson      |     |     |     |     |     |     |     |     |     | Ret | DNQ | Ret | DNS |     |     |     | 0    | 0        |